# 粟国港

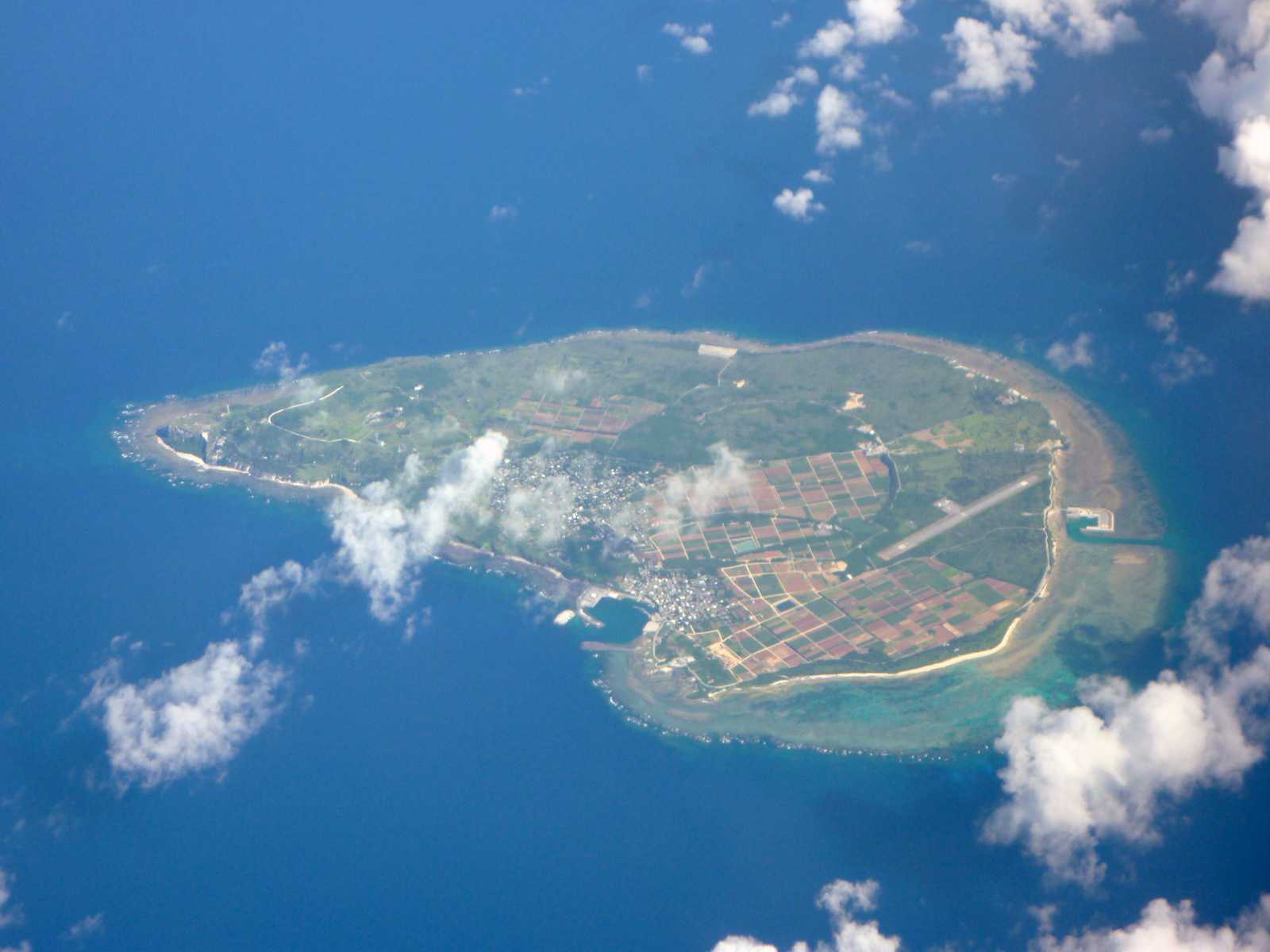
中央下の港湾が粟国港、右側の港湾は粟国漁港

粟国港（あぐにこう）は、沖縄県島尻郡粟国村にある地方港湾。港湾管理者は沖縄県。統計法に基づく港湾調査規則では乙種港湾に分類されている。

## 概要
沖縄本島の西方約60kmに位置する粟国島の拠点港で、島の南岸に位置している。
村営航路のフェリーが発着するほか、主に島の小型船が利用する。
港内は西側にフェリー岸壁および船客待合所、東側に産業岸壁、中央奥に小型船船溜まりが設けられているが、沖防波堤が未整備で外海からのうねりが直接港内に進入する構造となっており、港内で反射したうねりが増幅して海面の静穏度が悪化するのを抑えるため、産業岸壁をフェリー岸壁の延長線上に移設して消波護岸を整備、港内の静穏度を改善する計画がある。総事業費は8.7億円、完成予定年度は2020年度である。
2015年度の発着数は330隻（138,010総トン）、利用客数は34,046人（乗込人員17,121人、上陸人員16,925人）である。

## 航路

### 粟国村営航路
- 那覇港（泊ふ頭） - 粟国港

那覇港を起点に1日1往復が運航されている。所要時間2時間10分、「フェリー粟国」が就航する。

## 港湾施設
主な港湾施設は次の通り。
- 粟国港船客待合所
- 岸壁（-4.5m）
- 物揚場（-2.0m）